# إدوين بينيت
إدوين بينيت (21 ديسمبر 1893 في المملكة المتحدة - 9 يوليو 1929 في المملكة المتحدة) (بالإنجليزية: Edwin Bennett)‏ هو لاعب كريكت بريطاني وبريطاني (وحمل سابقاً جنسية المملكة المتحدة لبريطانيا العظمى وأيرلندا). لعب مع نادي مقاطعة ورسسترشاير للكريكيت ‏ ونادي مقاطعة ستافوردشاير للكريكت ‏.

## وصلات خارجية
- إدوين بينيت على موقع إي آس بي آن كريك إنفو (الإنجليزية)